# Pierre Belperron
Pour les articles homonymes, voir Belperron.
Pierre Belperron (né Marius Georges Pierre Belperron à Dole le 22 janvier 1893 et mort à Paris 16e le 5 octobre 1949) est un historien et traducteur français.

## Biographie
Pierre Belperron est titulaire d’un Diplôme d'études supérieures d’histoire de l’Université de Besançon. En 1919 il réussit	l’examen pour l’obtention du certificat d’aptitude aux	fonctions bibliothécaire universitaire. Il est affecté à	Besançon
Vers 1930 il devient directeur littéraire chez Plon, éditeur ; il a alors une grande influence
Il publie en 1942 La croisade des albigeois, ce livre fait l'objet de débats car il conteste l'analyse dominante. Plusieurs ouvrages publiés postérieurement contredisent ou nuancent les analyses de Pierre Belperron tels que Le bûcher de Montségur de Zoé Oldenbourg ou Jacques Madaule dans Le drame albigeois et l'unité française.
En 1947 Pierre Belperron soutient  à l’Université de Besançon une thèse qu'il publie ; elle est consacrée à La guerre de sécession.

## Publications

### Etudes historiques
- La Croisade contre les albigeois et l'Union du Languedoc à la France (1209-1249), avec neuf gravures hors texte, deux croquis dans le texte, un tableau généalogique et une carte en dépliant Paris, 1942, Plon, les petits-fils de Plon et Nourrit ; rééditions par Plon en 1943, 1944, 1945, 1948, 1959, 1961 et par Perrin en 1967 et 1990.
- André Maginot,  Paris, 1940, Plon[6],
- Les Levées de volontaires à Besançon : en 1791 et 1792, Besançon, 1921, Millot frères éditeurs
- La Joie d'amour : contribution à l'étude des troubadours et de l'amour courtois, Paris : Plon
- Neville Chamberlain, Paris, 1938, Librairie Plon, les petits-fils de Plon et Nourrit, 93 p. lire en ligne sur Gallica
- La Princesse Marina : duchesse de Kent, Paris, 1936,   Plon , 1936[7].
- Lindbergh, la grande aventure de Lindberg, Paris, 1938,  Plon ; Paris 1957,  Editions Marabout Junior, Illustrations de Dino Attanasio, 158 p.
- La Deuxième Guerre mondiale : précis des opérations à l'Occident (co-auteur Georges Andersen), Paris, : Librairie Plon ;  Paris Perrin 1967,  1973
- La Guerre de Sécession : 1861-1865, Paris, 1947, Plon,   Nouvelle édition revue et abrégée, Paris, 1973, Librairie académique Perrin.

### Romans
- Le Chérubin-corsaire ou Les Chastes Amours de la belle Andronique (signé Georges-Pierre Bel) Monaco, 1946 Éditions du Rocher
- La Nuit du 7, Paris, 1935, Calmann-Lévy

### Traductions et adaptations
- F. W. Up de Graff Les Chasseurs de têtes de l'Amazone : sept ans d'aventures et d'explorations dans les forêts vierges de l'Amérique équatoriale : avec vingt et une photographies hors texte et une carte,  Paris, 1928, Plon, 304 p. lire en ligne sur Gallica  Pointe-à-Pitre : MANIOC , 2013
- May Dixon Thacker La Mort étrange du Président Harding, d'après les souvenirs et le journal de Gaston B. Means, Paris, 1930, Plon
- Alice Grant-Rosman Les Visiteurs de la chambre bleue, Paris, 1950  J. Tallandier, 255 p.

- Christopher Dawson, Progrès et Religion, une enquête religieuse, préface de Daniel Rops,  Paris : Plon , [1935]
- John Rhodes Peste sur Londres, Paris; 1945  S.E.P.E., Impr. Renouard[8]
- Anne Austin,  Le Pigeon noir, Paris, 1933, Plon
- Anne Austin  Un crime parfumé,  illustrations de Janserge  Paris, 1932, Plon.

## Prix
Pierre Belperron est primé à trois reprises par l'Académie française
- En 1938 pour Portraits d'histoire contemporaine
- En 1943 pour l'ensemble de son œuvre historique
- En 1947 Prix Broquette-Gonin (histoire) pour La Guerre de Sécession (1861-1865)
- Prix de « Demain », 1943, pour la Croisade des albigeois[10]